# John of Sandford
John of Sandford († 2. Oktober 1294 in Great Yarmouth) war ein englischer Geistlicher. Ab 1284 war er Erzbischof von Dublin. Er war während des 13. Jahrhunderts der einzige Erzbischof von Dublin, der seine geistliche Karriere vor seiner Weihe zum Bischof zum größten Teil in Irland verbracht hat und dazu bereits Erfahrungen in der kirchlichen Verwaltung gesammelt hatte.

## Herkunft
John of Sandford war ein uneheliches Kind. Traditionell wird er als ein Halbbruder von Fulk of Sandford bezeichnet, wobei dies in zeitgenössischen Quellen nicht erwähnt wird. Wenn er tatsächlich ein Bruder von Fulk of Sandford war, dann war John mit der Familie Basset aus High Wycombe in Buckinghamshire verwandt. Möglicherweise war er sogar ein unehelicher Sohn von Fulk.

## Aufstieg als Geistlicher
John studierte vermutlich an der Universität Oxford. Nach seinem Abschluss als Master trat er Anfang November 1267 als Generalvikar in den Dienst von Fulk of Sandford, dem damaligen Bischof des Erzbistums Dublin. Fulk unternahm eine Wallfahrt nach Santiago de Compostela und überließ die Verwaltung John, der diese Aufgabe bis zum Tod von Fulk 1271 weiterführte. Dazu erhielt er eine beträchtliche Zahl von geistlichen Pfründen und Benefizien, die in einer 1284 ausgestellten päpstlichen Urkunde genau aufgeführt wurden. Weil er aufgrund seiner unehelichen Geburt eigentlich keine geistliche Karriere machen durfte, erhielt John von Papst Gregor X. einen Dispens, nach dem er Benefizien mit jährlichen Einkünften von bis zu £ 500 innehaben durfte. Dazu erlaubte der Dispens auch seine Weihe zum Bischof. Dank dieses Dispens durfte Sandford eine Pfründe an der St Patrick’s Cathedral in Dublin haben, dazu das Amt des Schatzmeisters des Kapitels der Kathedrale von Ferns sowie Pfarreien von Cavendish in Suffolk und Loughborough in Leicestershire. Dabei war er bislang nur zum Subdiakon geweiht worden. 1275 wurde er Dekan der St. Patrick’s Cathedral, worauf er das Amt des Schatzmeisters in Ferns niederlegte.

## Karriere als Beamter
Sandford machte aber nicht nur eine Karriere als Geistlicher, sondern auch eine lange und eindrucksvolle Karriere als Beamter in der Verwaltung der Lordschaft Irland. Zunächst wurde er im September 1271 Escheator of Ireland. Als Escheator übernahm Sandford für die Krone heimgefallene Lehen und vergab sie weiter. Dazu war er nach dem Tod von Bischöfen für die Verwaltung und Vergabe der Temporalien der irischen Diözesen verantwortlich. Das Amt des Escheators war damit eines der wichtigsten Regierungsämter in Irland. Als Escheator war Sandford ein führendes Mitglied des königlichen Rates und der unmittelbare Vertreter des Königs gegenüber der Kirche in Irland. 1272 nahm er für den neuen König Eduard I. die Treuegelöbnisse der irischen Barone entgegen. Abgesehen von kurzen Unterbrechungen hatte Sandford das Amt vierzehn Jahre lang inne. Während dieser langen Amtszeit war er in ganz Irland tätig. Dabei handelte Sandford sehr erfolgreich und zuverlässig. Eine 1284 erfolgte Untersuchung der Verwaltung von Irland bestätigte Sandfords gute Amtsführung. Als einzige Behörde in Irland funktionierte das Amt des Escheators einwandfrei, so dass keine Verbesserungsvorschläge gemacht wurden. Nachdem Sandford das Amt des Escheators im August 1285 abgegeben hatte, sanken unter seinem Nachfolger rasch die durch das Amt erzielten Einkünfte der Krone. Sandford gelang es aber auch, weitere Einkünfte für die Krone zu erzielen. 1282 sollte er Gelder für die Finanzierung des Feldzugs des Königs in Wales erheben. Es gelang ihm nicht nur, von den Baronen £ 1000 bewilligt zu bekommen, sondern er unterstützte die Bürger von Dublin dabei, Schiffe zu chartern. Diese wurden mit Lebensmitteln und weiteren Vorräten beladen zu der königlichen Armee nach Flint und Rhuddlan in Wales geschickt. Ab 1275 diente Sandford gelegentlich auch als Richter. Er arbeitete gut mit dem königlichen Justiciar Robert of Ufford zusammen und begleitete ihn auf mehreren Feldzügen, um Rebellionen der irischen Bevölkerung niederzuschlagen.

## Wahl zum Erzbischof von Dublin
Als Sandford 1275 Dekan der St. Patrick’s Cathedral wurde, befand sich das Kathedralkapitel in einem erbitterten Streit mit den Mönchen der rivalisierenden Holy Trinity Cathedral  über das Recht, einen neuen Erzbischof zu wählen. Seit dem Tod von Fulk of Sandford 1271 hatten beide Kapitel rivalisierende Kandidaten gewählt, deren Wahl aber nicht bestätigt worden war. Keines der Kapitel war bereit, nachzugeben, so dass sie beide ihre Kandidaten zur Kurie nach Rom gesandt hatten, um dort eine Entscheidung zu erreichen. Scheinbar war Sandford trotz seines Amtes nicht direkt an dem Streit beteiligt, der schließlich 1279 mit der Ernennung des Dominikaners John of Darlington beendet wurde. Stattdessen gelang es Sandford als Dekan, die Beziehungen zur Holy Trinity Cathedral wesentlich zu verbessern. Unter seiner Leitung einigten sich die beiden Kapitel nach dem Tod von Darlington, einen gemeinsamen Verwalter der Spiritualien des Erzbistums zu ernennen. Nachdem die beiden Kapitel die königliche Erlaubnis zur Wahl eines neuen Erzbischofs erhalten hatten, schlossen beide eine einzigartige Vereinbarung und wählten vor dem 20. Juli 1284 einmütig Sandford. Dann begleiteten insgesamt fünf Vertreter beider Kapitel Sandford nach Rom. Sie setzten sich für ihn ein, als Papst Bonifatius VIII. Bedenken wegen seiner unehelichen Geburt vorbrachte, erneuerten die Wahl und erreichten so, dass der neue Papst Gregor X. am 30. Mai 1285 die Wahl bestätigte. Auch die Vertreter des englischen Königs in Rom hatten Sandford unterstützt, und am 6. August 1285 wurden ihm die Temporalien der Diözese übergeben. Zurück in Dublin, wurde Sandford am 7. August 1286 in der Holy Trinity Cathedral zum Bischof geweiht.

## Erzbischof von Dublin

### Tätigkeit als Geistlicher
Über die Tätigkeit Sandfords als Erzbischof ist nur wenig bekannt. Wahrscheinlich hatte er kaum Zeit für seine geistlichen Aufgaben, denn von 1285 bis 1292 war er in Irland vor allem als Verwalter und Minister tätig. Deshalb war er die meiste Zeit außerhalb seiner Diözese unterwegs, auch wenn er insgesamt sechs Jahre seiner Amtszeit in Irland verbrachte. Aufgrund seiner weltlichen Ämter vernachlässigte er seine geistlichen Aufgaben, allerdings hatte er bereits viele seiner Aufgaben an geistliche Vertreter übertragen. Bereits vor seinem Amtsantritt hatte die geistliche Verwaltung des Erzbistums und der Kirchenprovinz bedingt durch die lange Vakanz nach dem Tod von Erzbischof Fulk of Sandford und der folgenden Abwesenheit von Erzbischof Darlington in der Hand von Offizialen gelegen. Sandford hatte selbst zu diesen Offizialen gehört, und vermutlich vertraute er darauf, dass auch während seiner Amtszeit die geistlichen Belange durch die Offizialen weitergeführt wurden.

### Leitung der Verwaltung von Irland
Nach dem Tod des Justiciars Stephen de Fulbourn im Juli 1288 erklärten sich Sandford und der Baron Geoffrey de Geneville zu Guardians für Irland. Kurz darauf wurde Sandford vom irischen Kronrat zum königlichen Verwalter für Irland ernannt. Sandford übte das Amt nur kurz, aber erfolgreich aus. Zunächst sah er sich zwei drängenden Problemen gegenüber: zum einen kam es in verschiedenen Teilen des Landes zu immer mehr Rebellionen der irischen Bevölkerung gegen die englische Herrschaft, zum anderen war die englische Verwaltung zunehmend ineffizient und die Beamten waren korrupt. Dies führte bei der Bevölkerung zu zunehmendem Misstrauen und Unzufriedenheit mit der Regierung. Sandford erkannte die Dringlichkeit dieser Probleme und versuchte mit Eifer, sie zu lösen. Da eine Auflistung seiner zahlreichen Reisen in verschiedene Teile Irlands und seine Abrechnungen aus den Jahren 1288 bis 1290 erhalten geblieben sind, kann nachvollzogen werden, welche Arbeit er leistete. Seine Abrechnungen zeigen, dass Sandford mit seinem Gefolge nahezu ständig in Irland unterwegs war. Dabei versuchte er die Rebellionen der Iren nicht nur militärisch, sondern auch diplomatisch zu lösen. Gegen Ende des 13. Jahrhunderts war die englische Herrschaft in Irland instabil und gefährdet, da durch das Gaelic Revival nicht nur Gebiete am Rand der Insel, sondern auch Kerngebiete der englischen Kolonisation bedroht wurden. Besonderen Anlass zur Sorge gab das Wiederaufflammen des Konflikts in Laois und Offaly, wo John fitz Thomas Fitzgerald, der neue Lord of Offaly, unter zunehmenden Druck durch die Rebellen geriet. 1288 bot Sandford im Namen des Königs ein Feudalheer auf und führte einen großangelegten Angriff auf die Rebellen im mittleren Irland. Der dadurch ausgelöste Krieg dauerte über ein Jahr lang. Im Laufes des Feldzugs errichtete Sandford eine Vorpostensystem, das während seines größten Umfangs von Athlone bis nach Kilkenny reichte. Dieser von Sandford geführte Krieg reichte weit über die bisherigen Feldzüge und Bemühungen hinaus, die die englischen Statthalter gegen die irischen Angriffe geführt hatten. Wahrscheinlich führte Sandford den Krieg zumindest zum Teil aufgrund seiner Freundschaft zu Fitzgerald. Andererseits waren die Rebellionen der Iren im mittleren Irland zu einer so großen Gefahr für die englische Kolonisation geworden, der nur durch einen aufwändigen und kostspieligen Feldzug begegnet werden konnte. Während seines Feldzugs versuchte Sandford aber auch, die Unzufriedenheit der Bevölkerung mit lokalen Beamten zu begegnen. Hierfür erklärte er, dass er an bestimmten Plätzen und zu festgelegten die Beschwerden über königliche Beamte anhören würde, um Gerechtigkeit zu üben. Da Sandford ab April 1289 auch das Amt des Kanzlers von Irland übernahm, konnte er seine Entscheidungen rasch umsetzen. 1290 hielt Sandford in Dublin und Kilkenny je ein Parlament ab.
Sandford hatte in Irland für sich selbst Landbesitz erworben. Im April 1279 erhielt er von John de Bohun das Gut von Ballymaden bei Dublin sowie Landbesitz und eine Burg in Castlecomer in Kilkenny als Lehen. Im November 1279 erhielt Bohun die königliche Erlaubnis, seinen gesamten Landbesitz in Irland an Sandford zu verkaufen. Aufgrund einer königlichen Erlaubnis, wüst liegende Besitzungen zu vergeben, vergab der Justiciar Robert of Ufford an Sandford etwa 35 carucates Landbesitz in Roscommon. Um dieselbe Zeit erwarb Sandford Ländereien in Connacht von Richard Fitzjohn, einem Sohn des früheren Justiciars John fitz Geoffrey.

## Ablösung auf eigenen Wunsch
Obwohl seine Loyalität zum König außer Zweifel war, war Sandford durch seine Reisen und Feldzüge Sandford erschöpft, so dass er König Eduard I. bat, sich selbst stärker um die irischen Belange zu kümmern. Dazu beklagte er, dass er für seine Aufwendungen für seine Ämter bislang keine Entschädigung erhalten habe. Deshalb musste er sich bei italienischen Kaufleuten verschulden. Der König antwortete ihm, dass er aufgrund anderer Probleme wie der ungeklärten Thronfolge in Schottland keine Zeit habe, um sich um die Probleme in Irland zu kümmern, er versprach aber, dass ein neuer Justiciar ihn schnellstmöglich finanziell entschädigen würde. Tatsächlich ernannte der König wenig später William de Vescy zum neuen Justiciar, der damit Sandford als Leiter der Verwaltung ablöste. Er behielt aber noch bis zum 9. März 1291 das Amt des Kanzlers. Er versuchte die Krone darauf hinzuweisen, welche Auswirkungen die Vernachlässigung der irischen Belange durch den König hatte, aber er musste rasch erkennen, dass seine Bitten auf taube Ohren stießen.

## Dienst für den König in England und weitere Tätigkeiten
Nachdem Sandford von seinen weltlichen Ämtern in Irland entbunden war, reiste er nach England. Im Juni 1292 war er in Reading, wo er einen vierzigtägigen Ablass für alle Besucher der Kirche St Mary und St James versprach. Im Herbst 1292 nahm er an den entscheidenden Verhandlungen über die Ansprüche der Anwärter auf den schottischen Thron in Berwick teil. Nachdem John Balliol zum neuen König der Schotten ernannt worden war, bezeugte er dessen Treueschwur gegenüber dem englischen König in Norham. Im Mai 1293 nahm Sandford an der Weihe von William March zum Bischof von Bath und Wells teil. Dabei kam es zu einem Zwischenfall, als es auf dem Rückweg von der Feier zu einem gewalttätigen Streit zwischen Männern aus seinem Gefolge und aus denen von William of Louth, des Bischofs von Ely kam. In September 1293 nahm Sandford die Trauung der Königstochter Eleonore mit dem Grafen von Bar vor. 1294 reiste er zusammen mit Bischof Antony Bek von Durham als Gesandter nach Deutschland, um König Adolf von Nassau zu einem Bündnis gegen Frankreich zu bewegen. Die Gesandtschaft konnte ihre Mission erfolgreich mit der Besiegelung eines Bündnisvertrags in Nürnberg abschließen. Nach seiner Rückkehr nach England erkrankte Sandford schwer und starb an den Folgen. Die Kanoniker der St Patrick’s Cathedral baten um Überführung seines Leichnams, der schließlich am 20. Februar 1295 in der Kathedrale in Dublin beigesetzt wurde.

## Bewertung
Der Historiker James Ware lobte im 19. Jahrhundert Sandford als Prälaten, der für seine Bildung und Weisheit bekannt gewesen sei. Nach den mittelalterlichen Urkunden waren aber eher sein Organisationstalent, seine Loyalität zur Krone und sein Eifer, die Interessen des Königs in Irland zu vertreten, seine Stärken. Es war ihm gelungen, in kürzester Zeit die zunehmenden Rebellionen in Irland zu bekämpfen. Seine Zeitgenossen glaubten, dass er die wichtige Region Mittelirlands für immer befriedet hätte. Dies war aber nicht der Fall, denn Sandfords Vorpostensystem konnte nur mit ständigem hohen finanziellen Aufwand beibehalten werden. Diese hohen Kosten konnten aber nicht auf Dauer aufgewendet werden, so dass es noch in den 1290er Jahren zu neuen Rebellionen in Mittelirland kam.